# Kanachos
Kanachos var en grekisk bildhuggare som var verksam cirka 500 f.Kr. i Sikyon. 
Han berömdes som en framstående bronsgjutare, men arbetade även i andra ämnen (en guld-elfenbens-stod av Afrodite för Korinth och en kolossal Apollon av cederträ för Thebe), och han framställde utom gudar även segermonument (Gossar på kapplöpningshästar). 
En kolossal Apollonbild av brons i Miletos känner vi till genom efterbildningar dels på milesiska mynt, dels också genom ett par statyetter, av vilka den ena befinner sig i British Museum (den Didymeiske Apollon med en hjortkalv i högra handen). Den andra, ännu strängare i typen, finns i Berlin. Apollonstoden bortrövades av Dareios I vid templets förstöring 493 f.Kr..